# Cyclopropanation

Structure de la (R = CH_{3}) et, (R = CO_{2}CH_{3}), des insecticides naturels comportant un cycle de cyclopropane.

En chimie organique, la cyclopropanation réfère à tout procédé résultant en la création d'un cycle de cyclopropane. Ces procédés sont importants en chimie moderne car de nombreux composés utiles comportent ce motif. C'est par exemple le cas des pyréthrinoïdes, une famille d'insecticides, ou de nombreux antibiotiques de la classe des quinolones (ciprofloxacine, sparfloxacine, etc.). Du fait de la tension de cycle, ces réactions sont en général difficiles à mettre en œuvre et nécessitent l'utilisation d'espèces hautement réactives telles que les carbènes, les ylures ou les carbanions. Beaucoup de ces réactions ont un mode d'action chélotrope (en).

## Approches

### À partir d'alcènes et de carbénoïdes
Plusieurs méthodes existent pour convertir des alcènes en cyclopropane en utilisant des réactifs de type carbène. Ce derniers étant particulièrement réactifs, il est commun de les utiliser sous forme stabilisée, appelée carbénoïdes (en).

#### Réaction de Simmons-Smith
Dans la réaction de Simmons-Smith, le réactif carbénoïde est l'iodure d'iodométhylzinc, typiquement formé par réaction entre le diiodométhane et un couple zinc-cuivre.
Des alternatives moins chères ont été développées, telles que l'utilisation du dibromométhane, du diazométhane et de l'iodure de zinc. La réactivité du système peut également être accrue en utilisant du diéthylzinc au lieu du couple zinc-cuivre Il existe également des variantes asymétriques.

#### Utilisation de composés diazo
Certains composés diazo, tels que le diazométhane, peuvent réagir avec les alcènes pour produire des cyclopropanes dans des procédés en deux étapes. La première étape consiste en une cycloaddition 1,3-dipolaire pour former une pyrazoline. Cette dernière subit ensuite une dénitrogénation, soit photochimique soit par décomposition thermique, pour former un cyclopropane. La voie thermique, qui utilise souvent comme catalyseur KOH et le platine, est aussi connue sous le nom de synthèse de Kishner de cyclopropane, du nom du chimiste russe Nikolai Kischner (en),, et peut être appliquée en utilisant de l'hydrazine et des composés carbonylés α,β-insaturés. Le mécanisme de la décomposition a fait l'objet de nombreuses études, et, si le sujet reste controversé, l'idée communément partagée est qu'il se passe via des espèces diradicalaires,. Du point de vue de la chimie verte, cette méthode est considérée comme supérieure aux autres cyclopropanations à base de carbènes car elle n'implique pas l’utilisation de métaux ou d'halogènes, et son seul sous-produit est le diazote. Cependant, cette réaction peut être dangereuse car des traces de composés diazo n'ayant pas réagi peuvent exploser durant le réarrangement thermique de la pyrazoline.

#### Utilisation de composés diazo avec catalyseur métallique
Le phényldiazoacétate de méthyle (en) et beaucoup de dérivés diazo proches sont des précurseurs de carbènes donneurs-accepteurs qui peuvent être utilisés pour la cyclopropanation ou pour insérer des liaisons C-H dans un substrat organique. Ces réactions sont catalysées par le tétraacétate de dirhodium ou par certains de ses dérivés chiraux,,.

#### Utilisation de carbènes libres
Des carbènes libres peuvent être employés pour des réactions de cyclopropanation, cependant leur potentiel est limité pour cela car peu peuvent être produits de façon pratique, et quasiment tous sont instables, notamment du fait de leur tendance à se dimériser (en). Une exception sont les dihalogénocarbènes tels que le dichlorocarbène ou le difluorocarbène (en) qui sont raisonnablement stables et vont réagir pour former des dihalogéno-cyclopropanes géminaux :
Ces composés peuvent être utilisés pour former des allènes par le réarrangement de Skattebøl (en). L'expansion de cycle de Buchner (en) implique la formation d'un carbène stabilisé.
La cyclopropanation est stéréospécifique car l'addition du carbène ou du carbénoïde sur l'alcène est une forme de réaction chélotrope, l'addition étant syn. Par exemple, le dibromocarbène (en) et le cis-but-2-ène produisent le cis-2,3-diméthyl-1,1-dibromocyclopropane, alors que l'isomère trans ne donne que le trans cyclopropane :

### À partir d'alcènes et d'ylures
Des cyclopropanes peuvent être produits en utilisant un ylure de soufre par la réaction de Johnson-Corey-Chaykovsky, cependant ce procédé est largement limité aux alcènes pauvres en électrons, typiquement des composés carbonylés α,β-insaturés.

### Cyclisation intramoléculaire
Les cyclopropanes peuvent être obtenus par diverses réactions de cyclisation intramoléculaire. Une méthode simple consiste à utiliser des halogénoalcanes primaires portant des groupes électro-attracteurs placés de manière appropriée. Le traitement avec une base forte générera un carbanion qui se cyclisera de manière 3-exo-trig, avec déplacement de l'halogénure. On peut citer comme exemple la formation de cyanure de cyclopropyle (en) et de cyclopropylacétylène (en). Ce mécanisme constitue également la base du réarrangement de Favorskii.
Un processus connexe est la cyclisation du 1,3-dibromopropane (en) via un couplage de Wurtz. Celui-ci a été utilisé pour la première synthèse du cyclopropane par August Freund en 1881. À l'origine, cette réaction était réalisée à l'aide de sodium, mais le rendement peut être amélioré en utilisant plutôt du zinc.
BrCH2CH2CH2Br  +  2 Na  →  (CH2)3  +  2 NaBr

### Autres approches
- La réaction de Kulinkovich forme des cyclopropanols via une réaction entre des esters et des réactifs de Grignard en présence d'alcoolate de titane.
- La réaction de Bingel est une réaction de cyclopropanation spéciale des fullerènes.
- Dans le réarrangement di-pi-méthane (en), une stimulation photochimique provoque un réarrangement de 1,4-diènes pour former des vinylcyclopropanes[22]. Ces derniers peuvent ensuite subir un réarrangement du vinylcyclopropane (en).
- La cyclopropane-acyle gras-phospholipide synthase (en) catalyse des réactions de  cyclopropanation dans les systèmes biologiques.

## Biosynthèse

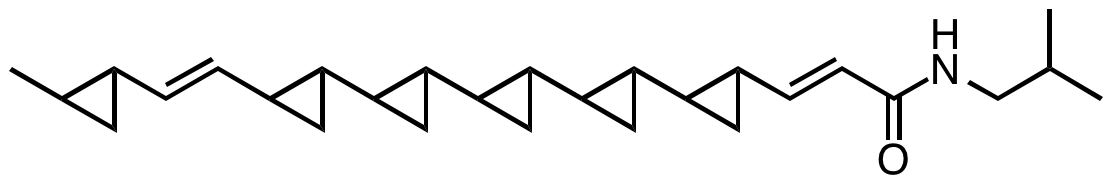
Structure de U-106305, un dérivé d' avec six cylces de cyclopropane, isolaté de Streptomyces sp.

Si les cyclopropanes sont relativement rares en biochimie, de nombreuses voies de cyclopropanation ont été identifiées dans la nature. Les voies les plus communes impliquent des réactions de fermeture de cycle de carbocations dans les terpénoïdes. Les acides gras à cyclopropane (en) dérivent de l'attaque de la S-adénosylméthionine (SAM) sur des acides gras insaturés.
L'acide 1-aminocyclopropane-1-carboxylique, un précurseur de l'éthylène (qui joue le rôle d'hormone dans le monde végétal), est directement dérivé de la S-méthylméthionine (SMM) par déplacement nucléophile intramoléculaire du groupe SMe2 après condensation avec le phosphate de pyridoxal.
Le transfert direct de carbène des diazoesters aux alcènes a également été réalisé par biocatalyse in vitro en utilisant des variantes de l'enzyme cytochrome P450 de Bacillus megaterium  optimisées par évolution dirigée.